# اکسیداسیون الکل نوع دوم به کتون
اکسیداسیون الکل نوع دوم یکی از واکنش‌های اکسایشی مهم در شیمی آلی است که در آن یک الکل نوع دوم اکسید می‌شود و به کتون دگرگون می‌شود. هیدروژن گروه هیدروکسیل و هیدروژن در پیوند با کربن از دست می‌رود و اکسیژن باقی مانده یک پیوند دوگانه با کربن برقرار می‌کند. به این ترتیب یک کتون با فرمول R1–COR2 بدست می‌دهد. کتون‌ها در حالت عادی بیش از این نمی‌توانند اکسید شوند چون برای این کار باید پیوند C-C شکسته شود که برای آن انرژی بسیاری نیاز است.
برای انجام این واکنش اکسنده‌های گوناگونی می‌توان بکار برد.

## پتاسیم دی‌کرومات
یک الکل نوع دو را می‌توان با کمک پتاسیم دی‌کرومات و حرارت در شرایط ریفلاکس به یک کتون دگرگون کرد. به این ترتیب یون نارنجی-قرمز رنگ دی‌کرومات،  Cr2O72− به یون سبز رنگ Cr3+ کاهش می‌یابد. این فرایند در الکل‌سنجی تنفسی کاربرد داشت.